# Distretto di Pacapausa
Il distretto di Pacapausa è uno degli otto distretti della provincia di Parinacochas, in Perù. Si trova nella regione di Ayacucho e si estende su una superficie di 144,3 chilometri quadrati.

Ha per capitale la città di Pacapausa e nel censimento del 2005 contava 1.174 abitanti.